# 우리들의 전쟁
우리들의 전쟁(我れらの戰爭)은 한국에서 제작된 신경균 감독의 1945년 영화이다. 최운봉 등이 주연으로 출연하였고 전중삼랑 등이 제작에 참여하였다.

## 출연

### 주연
- 최운봉
- 독은기
- 김일해
- 조용자

## 제작진
- 조명: 김성춘